# Lee Sang-Hyo
Lee Sang-Hyo (10 de septiembre de 1961) fue un jugador de balonmano surcoreano. Fue un componente de la selección de balonmano de Corea del Sur.
Con la selección ganó la medalla de plata en los Juegos Olímpicos de Seúl 1988, la medalla de oro en los Juegos Asiáticos de 1986 y la medalla de bronce en los Juegos Asiáticos de 1982.